# Paul Delaroche
Pour les articles homonymes, voir Delaroche.
Hippolyte de la Roche, dit Paul Delaroche, est un peintre français né le 17 juillet 1797 à Paris où il est mort le 4 novembre 1856.

## Biographie

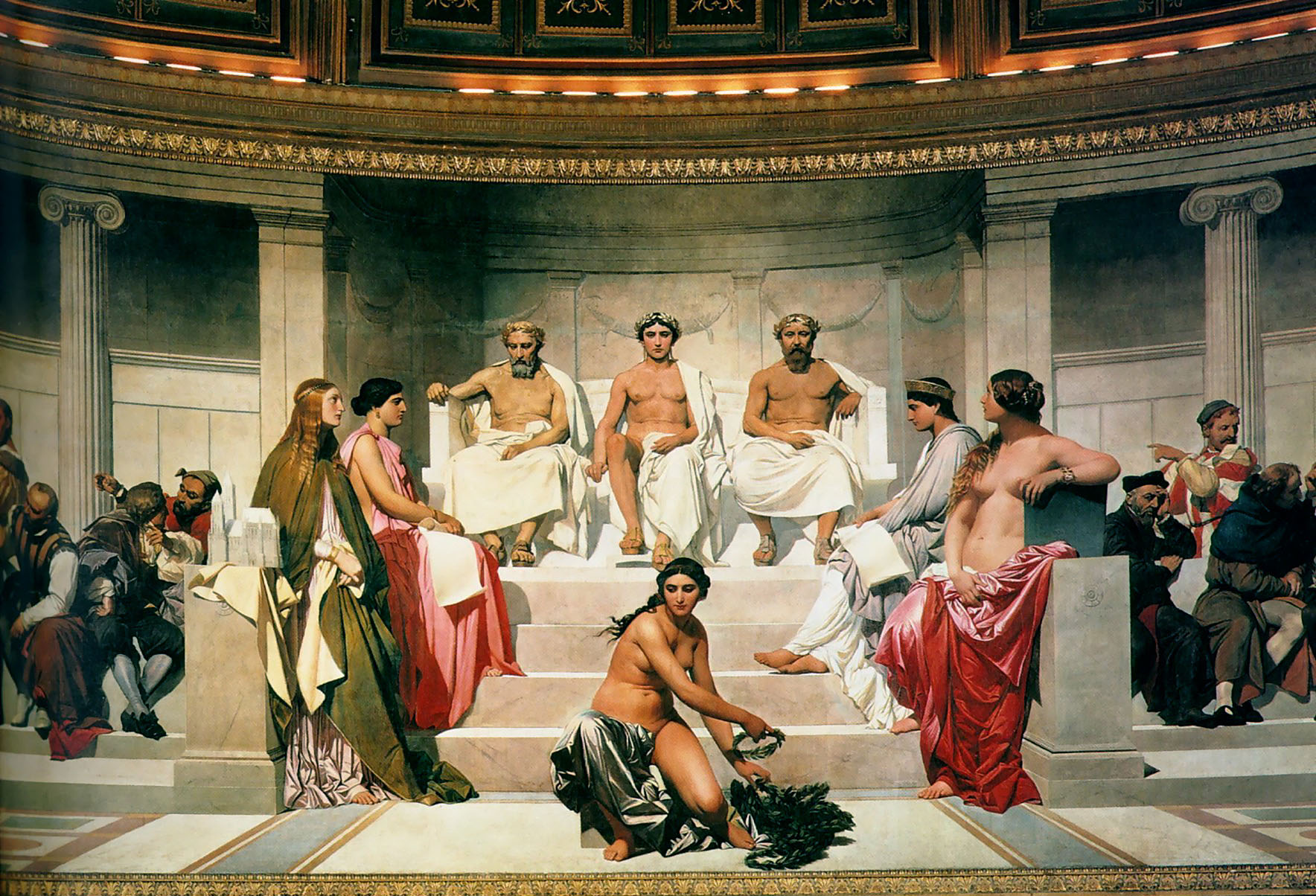
Détail de L'Hémicycle des Beaux-Arts, 1841, Paris, École nationale supérieure des beaux-arts.

Paul Delaroche est issu d'une famille aisée. Fils de Marie Catherine Begat et de Grégoire-Hippolyte de la Roche (1761-1839), son père est expert en tableaux et marchand d'art. Le jeune-homme devient l'élève de Louis Étienne Watelet, puis de Antoine-Jean Gros, alors que son frère aîné Jules (1795-1849), également artiste-peintre, est l'élève de Jacques-Louis David. 
Il expose pour la première fois au Salon de 1822, et attire l'attention de Géricault. 
Il ne commence à être remarqué qu'au Salon de 1824 où sont exposés Saint Vincent de Paul prêchant pour les enfants trouvés et Jeanne d'Arc dans sa prison. 
Au fil des expositions, il devient connu pour être l'initiateur de l'« anecdote historique », un genre à vocation documentaire et à sensibilité dramatique qui connaît un grand succès et qui s'inscrit dans la veine de la peinture d'histoire. Si Paul Delaroche est un des peintres les plus célèbres de son temps, c'est en grande partie dû au fait que le genre dont il s'est fait une spécialité convient parfaitement à l'idéal du mouvement artistique du « juste milieu » de la monarchie de Juillet.
Il expose dans les années suivantes : La Mort d'Elisabeth, Miss MacDonald secourant le Prétendant, Les Enfants d'Édouard (1830), l'un de ses tableaux les plus populaires, Richelieu traînant ses prisonniers sur le Rhône, Mazarin mourant, Strafford marchant au supplice, Charles Ier insulté par des soldats de Cromwell, Cromwell regardant le cadavre de Charles Ier, Le Supplice de Jane Grey (1833), L'Assassinat du duc de Guise. 
Il est admis à l'Institut de France en 1832, où il est alors le plus jeune membre. Il est nommé, peu après, professeur à l'École des beaux-arts de Paris, où il enseigne jusqu'en 1843, date à laquelle un bizutage tragique, qui cause la mort d'un élève, le contraint à fermer son atelier. Parmi ses éléves, on peut noter : Auguste Toulmouche (1829-1890), Jean-Léon Gérôme (1824-1904), Léon Dussart (1824-?), Cham (1819-1879) et François-Henri Nazon (1821-1902) et Amable De La Foulhouze (1817-1887).
À partir de 1836, il cesse d'exposer, mais continue à travailler sans relâche : il met quatre ans pour achever la peinture murale de Le Génie des arts entouré des artistes de tous les temps distribuant des couronnes de l'amphithéâtre de l'École en 1841, une vue panoramique qui rassemble 75 figures des plus grands artistes de toutes les époques. Les trois siégeant au centre sont Ictinos, Apelle et Phidias.  
Parmi ses autres œuvres, on remarque Bonaparte franchissant les Alpes, Napoléon à Sainte-Hélène, Marie-Antoinette après sa condamnation, La Cenci marchant au supplice, Le Dernier adieu des Girondins, et plusieurs sujets religieux : Moïse exposé sur le Nil, Le Christ à Gethsemani, Le Christ sur la croix, Le Christ des affligés, L'Ensevelissement du Christ, La Vierge au pied de la croix, La Vierge chez les saintes femmes, La Vierge en contemplation devant la couronne d'épines, une Jeune martyre. 
Paul Delaroche peint également pour le musée de Versailles : Le Baptême de Clovis, Le Sacre de Pépin, Le Passage des Alpes par Charlemagne et son Couronnement à Rome. Il exécute un grand nombre de portraits, parmi lesquels ceux de Guizot, Lamartine, Salvandy, Rémusat et Thiers.
L'École de Munich s'est inspirée de sa peinture d'histoire. Il a également influencé des peintres comme Fritz Zuber-Bühler.
Après avoir vu pour la première fois un daguerréotype il aurait prophétisé, selon Gaston Tissandier : « À partir d'aujourd'hui la peinture est morte. » Cependant, cette citation, sans doute apocryphe, est contestée par Stephen Bann, pour qui il n'existe pas de phrase plus ressassée et plus fallacieuse.
Proche de l'archéologue-égyptologue Charles Lenormant, il compose avec lui les vingt volumes du Trésor de numismatique et de glyptique (1831-1850).
Il épouse le 28 janvier 1835 Louise Vernet, fille d'Horace Vernet, dont la mort prématurée en 1845 assombrit ses dernières années. Leur descendance a joint les deux noms et s'appelle encore de nos jours Delaroche-Vernet.
Il a été inhumé le 6 novembre 1856 au cimetière de Montmartre (division 5).

## Distinctions
- Officier de la Légion d'honneur

## Œuvre
L'œuvre peint a bénéficié d'être reproduit par de nombreux graveurs du vivant de l'auteur qui étaient proches de la galerie Goupil, connue internationalement, laquelle employait Henriquel-Dupont, Luigi Calamatta, Paolo Mercuri, Pierre Martinet, et d'autres, puis elle la fit même photographier dès 1858 par Robert Jefferson Bingham. De nombreuses toiles deviennent ainsi des « chromos », des images inscrites dans le quotidien du foyer, marquant les générations. C'est donc un peintre connu du grand public au XIXe siècle et sa popularité met en lumière l'histoire et l'évolution des goûts en termes d'art et de représentations, comme le résume Henri Delaborde dans son éloge (1857) :

« À côté de M. Ingres et de M. Delacroix qui n'avaient et ne pouvaient avoir, en raison de leur absolutisme, qu'une action circonscrite sur le goût public, il y avait place pour un artiste dont le rôle consisterait à concilier, au moins en apparence, les doctrines ennemies et à se faire l'interprète des aspirations de tous. M. Delaroche prit ce rôle difficile et il le remplit avec un plein succès. »

### Liste d'œuvres

#### Tableaux
| Tableau                                       | Titre                                                                           | Date           | Dimensions       | Notes                               | Lieu de conservation                                               |
| --------------------------------------------- | ------------------------------------------------------------------------------- | -------------- | ---------------- | ----------------------------------- | ------------------------------------------------------------------ |
|                                               |                                                                                 |                |                  |                                     |                                                                    |
|                                               | Hélène délivrée par Castor et Pollux                                            | 1817           |                  |                                     | Localisation inconnue                                              |
|                                               | Philémon et Baucis reçoivent Jupiter et Mercure                                 | 1818           |                  |                                     | Localisation inconnue                                              |
|                                               | Joas dérobé du milieu des morts par Josabeth                                    | vers 1822      | 355 × 259 cm     |                                     | Troyes, musée des Beaux-Arts                                       |
|                                               | La Descente de Croix                                                            | 1822           | 304 × 144 cm     |                                     | Chantilly, musée Condé                                             |
|                                               | Fra Filippo Lippi et Lucrezia Buti                                              | 1822           | 65,2 × 50,5 cm   |                                     | Dijon, musée Magnin                                                |
|                                               | Jeanne d'Arc en prison (esquisse)                                               | vers 1823-1824 | 21,8 × 18,7 cm   |                                     | Londres, The Wallace Collection                                    |
|                                               | Jeanne d'Arc malade interrogée dans sa prison par le cardinal de Winchester     | 1824           | 277 × 217,5 cm   |                                     | Rouen, musée des Beaux-Arts                                        |
|                                               | Jeanne d'Arc dans sa prison (réduction)                                         | 1825           | 48,1 × 37,8 cm   |                                     | Londres, The Wallace Collection                                    |
|                                               | Les Suites d'un duel                                                            | 1825           | 66 × 82 cm       | Salon de 1827, n° 307               | Collection privée                                                  |
|                                               | La Mort du président Duranti                                                    | 1827           | 310 × 270 cm     |                                     | perdu, détruit au Palais d'Orsay en 1871                           |
|                                               | Le Prince de Carignan à la prise du Trocadero                                   | 1828           | 93 × 74 cm       |                                     | Versailles, musée de l'Histoire de France                          |
|                                               | Le Duc d'Angoulême à la prise du Trocadero                                      | 1828           | 310 × 259 cm     |                                     | Versailles, musée de l'Histoire de France                          |
|                                               | La Mort d'Elisabeth Ire                                                         | 1828           | 422 × 343 cm     | Base Joconde                        | Paris, musée du Louvre                                             |
|                                               | Portrait du marquis de Pastoret (esquisse)                                      | 1829           | 49 × 37,5 cm     |                                     | Bayonne, musée Bonnat                                              |
|                                               | Portrait du marquis de Pastoret                                                 | 1829           | 155,3 × 122,6 cm |                                     | Boston, Museum of Fine Arts                                        |
|                                               | La Barge du cardinal de Richelieu sur le Rhône                                  | 1829           | 57,2 × 97,3 cm   | Exposé au Salon Parisien de 1831    | Londres, The Wallace Collection                                    |
|                                               | Les Dernières Heures du cardinal Mazarin                                        | 1830           | 56,4 × 97,5 cm   | Exposé au Salon Parisien de 1831    | Londres, The Wallace Collection                                    |
|                                               | Les Enfants d’Édouard                                                           | 1830           | 181 × 215 cm     | Exposé au Salon Parisien de 1831    | Paris, musée du Louvre                                             |
|                                               | Les Enfants d’Édouard (réduction)                                               | 1831           | 43,5 × 51,3 cm   |                                     | Londres, The Wallace Collection                                    |
|                                               | Portrait d'Henriette Sontag                                                     | 1831           | 73 × 60 cm       | Exposé au Salon Parisien de 1831    | Saint-Pétersbourg, musée de l'Ermitage                             |
|                                               | Cromwell au cercueil de Charles Ier d'Angleterre                                | vers 1831      | 38 × 45 cm       |                                     | Hambourg, Kunsthalle                                               |
|                                               | Cromwell au cercueil de Charles Ier d'Angleterre                                | 1831           | 38 × 45 cm       |                                     | Nîmes, musée des Beaux-Arts                                        |
|                                               | La Tentation de saint Antoine                                                   | 1832           | 20 × 16 cm       |                                     | Londres, The Wallace Collection                                    |
|                                               | Le Supplice de Jane Grey                                                        | 1833           | 246 × 297 cm     | Musée                               | Londres, National Gallery                                          |
|                                               | Marie Madeleine se rendant à Marseille                                          | vers 1833-1835 | 19,5 × 42 cm     |                                     | Beauvais, musée départemental de l'Oise                            |
|                                               | L'Assassinat du duc de Guise                                                    | 1834           | 57 × 98 cm       |                                     | Chantilly, musée Condé                                             |
|                                               | L'Assassinat du duc de Guise                                                    | 1834           |                  |                                     | Blois, musée des Beaux-Arts                                        |
|                                               | Deux têtes de moines camaldules (Dom Bernardino Riglogli et dom Vincenzo Frilli | 1834           | 22,2 × 31 cm     |                                     | Nantes, musée des Beaux-Arts                                       |
|                                               | Deux têtes de moines camaldules                                                 | 1834           | 21,2 × 32,4 cm   |                                     | Nantes, musée des Beaux-Arts                                       |
|                                               | Tête de moine camaldule                                                         | 1834           | 21,7 × 19 cm     |                                     | Nantes, musée des Beaux-Arts                                       |
|                                               | Tête de moine camaldule                                                         | 1834           | 23,3 × 19 cm     | Musée                               | Nantes, musée des Beaux-Arts                                       |
|                                               | Tête de Christ                                                                  | vers 1834      | 38 × 27 cm       |                                     | Édimbourg, National Gallery of Scotland                            |
|                                               | La Conversion de Marie Madeleine                                                | vers 1834-1835 | 20 × 42,5 cm     |                                     | Londres, The Wallace Collection                                    |
|                                               | Un apôtre                                                                       | 1835           | 46 × 49 cm       |                                     | Nantes, musée des Beaux-Arts                                       |
|                                               | Les Vainqueurs de la Bastille devant l'hôtel de Ville                           | vers 1835      | 400 × 435 cm     |                                     | Paris, musée du Petit Palais                                       |
|                                               | Sainte Cécile et les anges                                                      | 1836           |                  |                                     | Londres, Victoria & Albert Museum                                  |
|                                               | Anne d'Autriche (d'après Gilbert de Sève)                                       | 1836           | 74 × 61 cm       |                                     | Versailles, musée de l'Histoire de France                          |
|                                               | Hémicycle de l'école des Beaux-Arts (esquisse)                                  | 1836           | 35 × 212 cm      | Musée                               | Nantes, musée des Beaux-Arts                                       |
|                                               | L'Art gothique ou le Moyen Âge                                                  |                | 53 × 34 cm       |                                     | Nantes, musée des Beaux-Arts                                       |
|                                               | La Renaissance                                                                  |                | 52,8 × 33,7 cm   |                                     | Nantes, musée des Beaux-Arts                                       |
|                                               | Hémicycle des Beaux-Arts                                                        | 1837-1841      |                  | peinture murale                     | Paris, École nationale supérieure des beaux-arts                   |
|                                               | Lord Strafford mené à l'échafaud                                                | 1837           | 284 × 392 cm     |                                     | Collection particulière                                            |
|                                               | Charles Ier insulté par les soldats de Cromwell                                 | 1837           | 284 × 392 cm     |                                     | Londres, National Gallery                                          |
|                                               | Portrait d'Horace Delaroche, fils de l'artiste                                  | 1838           | 95 × 56,4 cm     |                                     | Paris, musée du Petit Palais                                       |
|                                               | Napoléon Ier à Fontainebleau le 31 mars 1814                                    | 1840           | 181 × 137 cm     |                                     | Paris, musée de l'Armée (copie au musée des Beaux-Arts de Leipzig) |
|                                               | Tête de Léonard de Vinci                                                        | 1841           | 19 × 16 cm       |                                     | Nantes, musée des Beaux-Arts                                       |
| File:Paul Delaroche - Hemicycle d'honneur.jpg | Henri Gratien, comte Bertrand                                                   | 1842           | 80 × 63 cm       |                                     | Versailles, musée de l'Histoire de France                          |
|                                               | L'Enfance de Pic de la Mirandole                                                | 1842           | 116 × 76 cm      | Musée                               | Nantes, musée des Beaux-Arts                                       |
|                                               | Portrait du comte Charles de Rémusat                                            | 1843           | 92 × 74 cm       |                                     | Toulouse, musée du Vieux Toulouse                                  |
|                                               | Hérodiade                                                                       | 1843           | 129 × 98 cm      |                                     | Cologne, Wallraf-Richartz Museum                                   |
|                                               | Portrait de Grégoire XVI                                                        | 1844           | 112 × 89 cm      |                                     | Versailles, musée de l'Histoire de France                          |
|                                               | La Vierge à l'enfant                                                            | 1844           | 147,7 × 87,5 cm  |                                     | Londres, The Wallace Collection                                    |
|                                               | Portrait du duc Paul de Noailles de l'Académie française                        | 1845           |                  | Classé MH (1993), · dépôt de l’État | Maintenon, musée du château                                        |
|                                               | Jeune fille à la balançoire                                                     | 1845           | 69 × 52 cm       |                                     | Nantes, musée des Beaux-Arts                                       |
|                                               | Jeune Fille dans une vasque                                                     | 1845           | 154 × 192,8 cm   |                                     | Besançon, musée des Beaux-Arts et d'Archéologie                    |
|                                               | Portrait du comte Narcisse-Achille de Salvandy                                  | 1846           | 146 × 114 cm     |                                     | Paris, musée du Louvre                                             |
|                                               | Portrait de James-Alexandre, comte de Pourtalès-Gorgier                         | 1846           |                  |                                     | Paris, musée du Louvre                                             |
|                                               | La Femme de l'artiste, Louise Vernet, sur son lit de mort                       | 1846           | 62 × 74,5 cm     |                                     | Nantes, musée des Beaux-Arts                                       |
|                                               | Scène familiale (inachevé)                                                      |                | 103 × 97 cm      |                                     | Nantes, musée des Beaux-Arts                                       |
|                                               | Une mère et ses enfants                                                         |                | 14,4 × 13,8 cm   |                                     | Londres, The Wallace Collection                                    |
|                                               | Charlemagne traverse les Alpes                                                  | 1847           | 420 × 801 cm     |                                     | Versailles, musée de l'Histoire de France                          |
|                                               | Bonaparte franchissant les Alpes                                                | 1848           | 289 × 222 cm     | Base Joconde                        | Paris, musée du Louvre                                             |
|                                               | Un enfant apprenant à lire                                                      | 1848           | 20,5 × 14,2 cm   |                                     | Londres, The Wallace Collection                                    |
|                                               | Portrait de Ludmille Komar, princesse de Beauvau-Craon                          | 1849           | 71 × 58 cm       |                                     | Montréal, Musée des beaux-arts de Montréal                         |
|                                               | Marie Antoinette devant le tribunal                                             | vers 1850      | 21,5 × 16,5 cm   |                                     | Vizille, musée de la Révolution française                          |
|                                               | La Jeune Martyre chrétienne                                                     | 1853           | 73,5 × 60 cm     |                                     | Saint-Pétersbourg, musée de l'Ermitage                             |
|                                               | Un intérieur                                                                    | vers 1855      | 25 × 33 cm       |                                     | Paris, musée du Louvre                                             |
|                                               | Sainte Véronique                                                                | vers 1856      | 28 × 49 cm       |                                     | Paris, musée du Louvre                                             |
|                                               | L'Évanouissement de la Vierge                                                   | 1856           | 27 × 53 cm       |                                     | Paris, musée du Louvre                                             |
|                                               | La Jeune Martyre chrétienne                                                     | 1856           | 170,5 × 148 cm   | Base Joconde                        | Paris, musée du Louvre                                             |
|                                               | Le Retour du Golgotha                                                           | 1856           | 27 × 53 cm       |                                     | Beauvais, musée départemental de l'Oise                            |

- Napoléon à Sainte-Hèlène.
- Marie-Antoinette après sa condamnation.
- La Cenci marchant au supplice.
- Le Dernier adieu des Girondins.
- Moïse exposé sur le Nil.
- Le Christ à Gethsemani.
- Le Christ sur la croix.
- Le Christ des affligés.
- L'Ensevelissement du Christ.
- La Vierge au pied de la croix.
- La Vierge chez les saintes femmes.
- La Vierge en contemplation devant la couronne d'épines.
- Miss MacDonald secourant le Prétendant.
- Strafford marchant au supplice.
- Le Baptême de Clovis, Versailles, musée de l'Histoire de France .
- Le Sacre de Pépin, Versailles, musée de l'Histoire de France.
- Le Couronnement à Rome, Versailles, musée de l'Histoire de France.

#### Dessins
- La Lecture de la Bible, fusain et rehauts de pastel et de craie blanche, 21,5 × 27,7 cm[13]. Paris, Beaux-Arts de Paris[14]. D'une facture très achevée, ce dessin met en scène Thomas More, personne emblématique de la Renaissance anglaise (décapité en 1535 sous henri VIII), dans un cadre familier qui contraste avec son destin tragique. Assis à une table il fait la lecture à ses quatre enfants qui boivent ses paroles.
- La Mort du chevalier Bayard, plume, encre brune et aquarelle, 10,2 × 14,9 cm[15]. Paris, Beaux-Arts de Paris[16]. Delaroche fait écho à l'intérêt porté dans les années 1820 à Pierre Terrail, seigneur Bayard le chevalier "sans peur et sans reproche". Souvent portraituré lors d'épisodes glorieux, Delaroche choisit ici de représenter sa mort. Chemise ouverte, casque posé à terre et entouré de soldats reccueillis auprès de lui, cette interprétation ne pouvait qu'émouvoir le public.

## Salons
- Salon de 1822.
- 1824 : Saint Vincent de Paul prêchant pour les enfants trouvés, Jeanne d'Arc dans sa prison.
- 1834 : Le Supplice de Jane Grey, Sainte Amélie, reine de Hongrie.

## Expositions
- Rétrospective à l'École des beaux-arts de Paris en 1856-1857.

## Hommage
- Rue Paul-Delaroche (16e arrondissement de Paris)

## Élèves
- Marie-Alexandre Alophe (1811-1883), peintre, lithographe, photographe.
- Auguste Anastasi (1820-1889).
- Edward Armitage (1820-1889).
- Jean-Ernest Aubert (1824-1906), prix de Rome.
- Thomas de Barbarin (1821-1892).
- Jean-Auguste Bard (1812-1862).
- Amédée Baumes (1820-1906).
- Léon-Marie-Joseph Billardet (1818-1862)[17].
- Félix Hullin de Boischevalier (1808-1869).
- Auguste Bonheur (1824-1884).
- Ignace-François Bonhommé (1809-1881)[18].
- Gustave Boulanger (1846-1849), prix de Rome en peinture.
- Aimé Gabriel Adolphe Bourgoin.
- Friedrich Bouterwek.
- Eugène-Ferdinand Buttura.
- Guillaume Cabasson (1814-1884).
- Jules Cavelier (1814-1894), sculpteur.
- Michel-Jean Cazabon.
- Charles-François Daubigny.
- Édouard De Bièfve (1808-1882).
- Valentin Louis Doutreleau
- Roger Fenton (1819-1869), photographe.
- Jacques-Eugène Feyen (1815-1908).
- Georges Alexandre Fischer (1820-1890).
- Pierre-Édouard Frère (1819-1886).
- Jean-Léon Gérôme.
- Auguste Hadamard.
- Carl Happel.
- William Haussoullier.
- Charles François Jalabert vers 1839-1840[19].
- Armand Félix Marie Jobbé-Duval (1840-1843).
- Édouard Jolin.
- Adolphe Jourdan (1825-1889), à partir de 1844.
- Jacques-Émile Lafon.
- Charles Landelle (1812-1908).
- Gustave Le Gray (1820-1884), peintre puis photographe.
- Alphonse Le Hénaff (1821-1884).
- Henri Le Secq (1818-1882), peintre, sculpteur, photographe.
- Charles Loyeux (1823-1899).
- Jean Auguste Marc.
- Édouard van Marcke.
- Jean-François Millet.
- Charles Nègre, peintre puis photographe.
- Jacques Pauthe (1809-1889)
- Henri-Pierre Picou (1824-1895).
- Jean-François Portaels.
- Théophile Schuler.
- Louis Frédéric Schützenberger.
- Henry Sieurac.
- François Tabar.
- Jean-Baptiste-Ange Tissier.
- Théodore Véron (1820-1898).
- Jules Vibert.
- Adolphe Yvon (1817-1893).